# Abbott Laboratories
Abbott Laboratories este o companie multinațională, care activează în proiectarea, cercetarea, dezvoltarea, producția și distribuția de produse medicale și farmaceutice, inclusiv produse nutriționale, de diagnostic și aparatură.
Compania are peste 60,000 de angajați în toată lumea și distribuie produsele proprii în peste 130 de țări.